# ريديك (شخصية)
ريديك هو شخصية خيالية وبطل مخالف للعرف والبطل الرئيسي لسلسلة أفلام سجلات ريديك، قام بلعب دور الشخصية في الأفلام الممثل فين ديزل.كان ريديك ذات يوم مرتزقًا، ثم جزءًا من قوة أمنية ولاحقًا جنديًا.